# 馬德拉縣
馬德拉縣（英語：Madera County）是美国加利福尼亚州的一個縣，位於中央谷地。面積5,577平方公里，根據2020年美國人口普查數字，共有人口156,255人。縣治馬德拉（Madera）。該縣成立於1893年，縣名是西班牙语「木材」的意思。

## 地理

### 建制市
| 自治体（市/镇）      | 成立年份 | 人口（2018） |
| -------------------- | -------- | ------------ |
| 乔奇拉（Chowchilla） | 1923     | 18,771       |
| 马德拉（Madera）     | 1907     | 65,706       |